# Salmo 146
Il salmo 146 costituisce il centoquarantaseiesimo capitolo del Libro dei salmi. Secondo la numerazione greca è la prima parte del salmo 147.
Il verso di Salmi 146:5 è citato all'interno di Apocalisse 14:7 e di Atti 14:15.